# C/2010 G1 (Boattini)
 C/2010 G1 (Boattini) – kometa najprawdopodobniej jednopojawieniowa. 

## Odkrycie i obserwacje komety
Kometę zaobserwował po raz pierwszy 5 kwietnia 2010 roku Andrea Boattini (w ramach Catalina Sky Survey). Miała ona wtedy jasność obserwowaną +14m. 2 kwietnia 2010 roku przeszła przez peryhelium swej orbity.

## Orbita komety
C/2010 G1 (Boattini) porusza się po orbicie w kształcie paraboli o mimośrodzie 1. Peryhelium znajdowało się w odległości 1,2 j.a. od Słońca. Nachylenie orbity do ekliptyki wynosi 78,38˚.